# Rishangles
Rishangles – wieś w Anglii, w hrabstwie Suffolk, w dystrykcie Mid Suffolk. Leży 24 km na północ od miasta Ipswich i 124 km na północny wschód od Londynu. Miejscowość liczy 80 mieszkańców.